# Wereldkampioenschappen kunstschaatsen 1911
De Wereldkampioenschappen kunstschaatsen 1911 werden gevormd door drie toernooien die door de Internationale Schaatsunie werden georganiseerd.
Voor de vrouwen was het de zesde editie, voor de paren de vierde editie. Deze twee kampioenschappen vonden plaats op 22 januari in Wenen, Oostenrijk. Wenen was voor de tweede keer gaststad, in 1907 vond het mannentoernooi hier plaats. Het was de vierde keer dat een WK in Oostenrijk-Hongarije plaatsvond, in 1908 vond het mannentoernooi in Troppau plaats, in 1909 het vrouwentoernooi in Boedapest.
Voor de mannen was het de zestiende editie. Dit kampioenschap vond plaats op 2 en 3 februari in Berlijn, Duitsland. Berlijn was voor de derde keer gaststad, in 1904 vond het mannentoernooi hier ook plaats en in 1910 de toernooien voor de vrouwen en paren. Het was de vierde keer dat een WK in Duitsland plaatsvond, in 1906 vond het mannentoernooi in München plaats.
De Zweed Ulrich Salchow won voor de tiende (en laatste) keer de wereldtitel. Dit is nog steeds een record welke alleen de Noorse Sonja Henie bij de vrouwen kon evenaren (1927-1936). De Hongaarse Lily Kronberger prolongeerde haar titel bij de vrouwen, het was haar vierde oprij. Het Duits-Finse paar Ludowika Eilers / Walter Jakobsson volgde het Duitse paar Anna Hübler / Heinrich Burger op als wereldkampioenen bij de paren.

## Deelname
Bij de mannen waren er zeven deelnemers uit vijf landen. Bij de vrouwen waren er drie deelneemsters uit twee landen. Bij het paarrijden nam er één paar deel aan het kampioenschap.
(Tussen haakjes het totaal aantal startplaatsen in de drie toernooien.)
| Duitse Keizerrijk (3*) Hongarije (3) Zweden (3) | Finland (1*) Noorwegen (1) Oostenrijk (1) |

Voor Ulrich Salchow was het zijn dertiende deelname.
Voor Werner Rittberger was het zijn tweede deelname. In 1910 werd hij tweede.
Ook voor Andor Szende was het zijn tweede deelname. In 1910 werd hij derde.
Ook voor Richard Johansson was het zijn derde deelname in het mannentoernooi. In 1905 en 1909 werd hij vierde.
Fritz Kachler, Martin Stixrud en Dunbar Poole namen voor de eerste keer deel.
Voor Lily Kronberger was het haar zesde deelname, zij werd derde in 1906, 1907 en wereldkampioene in 1908, 1909 en 1910.
Ludowika Eilers nam voor de eerste keer deel bij de vrouwen. In 1910 werd zij tweede bij de paren.
Opika von Méray Horváth debuteerde op dit kampioenschap.
De Fin Walter Jakobsson nam, met partner Ludowika Eilers, voor de tweede keer deel bij de paren.

## Medailleverdeling
| Discipline | Goud                               | Zilver                  | Brons           |
| ---------- | ---------------------------------- | ----------------------- | --------------- |
| Mannen     | Ulrich Salchow                     | Werner Rittberger       | Fritz Kachler   |
| Vrouwen    | Lily Kronberger                    | Opika von Méray Horváth | Ludowika Eilers |
| Paren      | Ludowika Eilers / Walter Jakobsson |                         |                 |

## Uitslagen
pc = plaatsingcijfer door zeven juryleden
| Mannen |                       |                                |    |
| #      | naam (deelname)       | land                           | pc |
| Goud   | Ulrich Salchow (13)   | Vlag van Zweden                | 14 |
| Zilver | Werner Rittberger (2) | Vlag van Duitse Keizerrijk     | 17 |
| Brons  | Fritz Kachler         | Vlag van Oostenrijk            | 20 |
| 4      | Andor Szende (2)      | Vlag van Hongarije (1896-1915) | 26 |
| 5      | Richard Johansson (3) | Vlag van Zweden                | 27 |
| 6      | Martin Stixrud        | Vlag van Noorwegen             | 43 |
| 7      | Dunbar Poole          | Vlag van Zweden                | 47 |

| Vrouwen |                         |                                |    |
| #       | naam (deelname)         | land                           | pc |
| Goud    | Lily Kronberger (6)     | Vlag van Hongarije (1896-1915) | 7  |
| Zilver  | Opika von Méray Horváth | Vlag van Hongarije (1896-1915) | 14 |
| Brons   | Ludowika Eilers (2)     | Vlag van Duitse Keizerrijk     | 21 |

| Paren |                                          |                                               |    |
| #     | naam (deelname)                          | land                                          | pc |
| Goud  | Ludowika Eilers (2) Walter Jakobsson (2) | Vlag van Duitse Keizerrijk · Vlag van Finland | 7  |

Medaillewinnaars

Mannen · 
Vrouwen ·
Paren · 
IJsdansen

 Toernooi

1896 · 
1897 · 
1898 · 
1899 · 
1900 · 
1901 · 
1902 · 
1903 · 
1904 · 
1905 · 
1906 · 
1907 · 
1908 · 
1909 · 
1910 · 
1911 · 
1912 · 
1913 · 
1914 · 
1915-1921 · 
1922 · 
1923 · 
1924 · 
1925 · 
1926 · 
1927 · 
1928 · 
1929 · 
1930 · 
1931 · 
1932 · 
1933 · 
1934 · 
1935 · 
1936 · 
1937 · 
1938 · 
1939 ·
1940-1946 · 
1947 · 
1948 · 
1949 · 
1950 · 
1951 · 
1952 · 
1953 · 
1954 · 
1955 · 
1956 · 
1957 · 
1958 · 
1959 · 
1960 · 
1961 · 
1962 · 
1963 · 
1964 · 
1965 · 
1966 · 
1967 · 
1968 · 
1969 · 
1970 · 
1971 · 
1972 · 
1973 · 
1974 · 
1975 · 
1976 · 
1977 · 
1978 · 
1979 · 
1980 · 
1981 · 
1982 · 
1983 · 
1984 · 
1985 · 
1986 · 
1987 · 
1988 · 
1989 · 
1990 · 
1991 · 
1992 · 
1993 · 
1994 · 
1995 ·
1996 · 
1997 · 
1998 · 
1999 · 
2000 · 
2001 · 
2002 · 
2003 · 
2004 · 
2005 · 
2006 ·
2007 ·
2008 ·
2009 ·
2010 ·
2011 ·
2012 ·
2013 ·
2014 ·
2015 ·
2016 ·
2017 ·
2018 ·
2019 · 
2020 · 
2021 ·
2022 ·
2023 ·
2024

 ISU-kampioenschappen

WK kunstschaatsen junioren ·
EK kunstschaatsen ·
Viercontinentenkampioenschap ·
Olympische Spelen